# Egnar Holmström
Egnar Holmström, född 5 januari 1920 i Närpes, död 18 april 1986 i Helsingfors, var en finländsk operasångare (tenor) och kyrkomusiker. 
Holmström utexaminerades som kantor-organist 1941, debuterade 1943 som sångare och var efter studier bland annat i Italien anställd vid Deutsche Staatsoper i Berlin 1951–1953. Han gästspelade bland annat i Göteborg och Oslo samt turnerade på 1950-talet under flera år i USA. Han verkade från 1961 som kantor i Helsingfors norra svenska församling.